# Leslie Allen
Leslie Allen (* 12. März 1957 in Cleveland) ist eine ehemalige US-amerikanische Tennisspielerin.

## Karriere
Sie trat 1977 der WTA Tour bei und erreichte am 15. Februar 1981 mit Platz 17 ihre höchste Platzierung in der Weltrangliste. 1981 gewann Allen nach Althea Gibson und Renee Blount, welche die Futures of Columbus gewann, als erste Afro-Amerikanerin ein Profitennisturnier, das Avon Championship of Detroit. 1983 stand Allen an der Seite von Charles Strode im Finale der Mixedkonkurrenz der French Open.
Sie besuchte die University of Southern California, wo sie Mitglied des National Championship Teams war. Sie schloss ihr Studium erfolgreich mit einem Bachelor of Arts in speech communications ab. Nachdem Allen ihre Profitenniskarriere beendet hatte, arbeitete sie zunächst als Fernsehmoderatorin, anschließend als Immobilienmaklerin und Motivationssprecherin. Sie wurde zum Mitglied des Board of Directors der Women’s Tennis Association (WTA) gewählt und gründete eine Stiftung, um jungen Menschen einen Blick hinter die Kulissen des Profitennis zu ermöglichen. Heute lebt sie in Morris County, New Jersey.

## Turniersiege

### Einzel
| Nr. | Datum           | Turnier | Kategorie | Belag   | Finalgegnerin   | Ergebnis |
| --- | --------------- | ------- | --------- | ------- | --------------- | -------- |
| 1.  | 8. Februar 1981 | Detroit |           | Teppich | Hana Mandlíková | 6:4, 6:4 |

### Doppel
| Nr. | Datum             | Turnier       | Kategorie              | Belag   | Partnerin      | Finalgegnerinnen                | Ergebnis |
| --- | ----------------- | ------------- | ---------------------- | ------- | -------------- | ------------------------------- | -------- |
| 1.  | 21. Dezember 1980 | Tucson        |                        | Teppich | Barbara Potter | Mary-Lou Daniels Wendy White    | 6:0, 6:3 |
| 2.  | 7. Februar 1982   | Detroit       | WTA Champions          | Teppich | Mima Jaušovec  | Rosemary Casals Wendy Turnbull  | 6:4, 6:0 |
| 3.  | 25. April 1982    | Amelia Island | WTA Series 7           | Sand    | Mima Jaušovec  | Barbara Potter Sharon Walsh     | 6:1, 7:5 |
| 4.  | 25. März 1984     | Dallas        | Virginia Slims Tour C3 | Teppich | Anne White     | Sandy Collins Elizabeth Sayers  | 6:4, 6:4 |
| 5.  | 17. Juni 1984     | Birmingham    | Virginia Slims Tour C2 | Rasen   | Anne White     | Barbara Jordan Elizabeth Sayers | 7:6, 6:3 |